# Laborem exercens

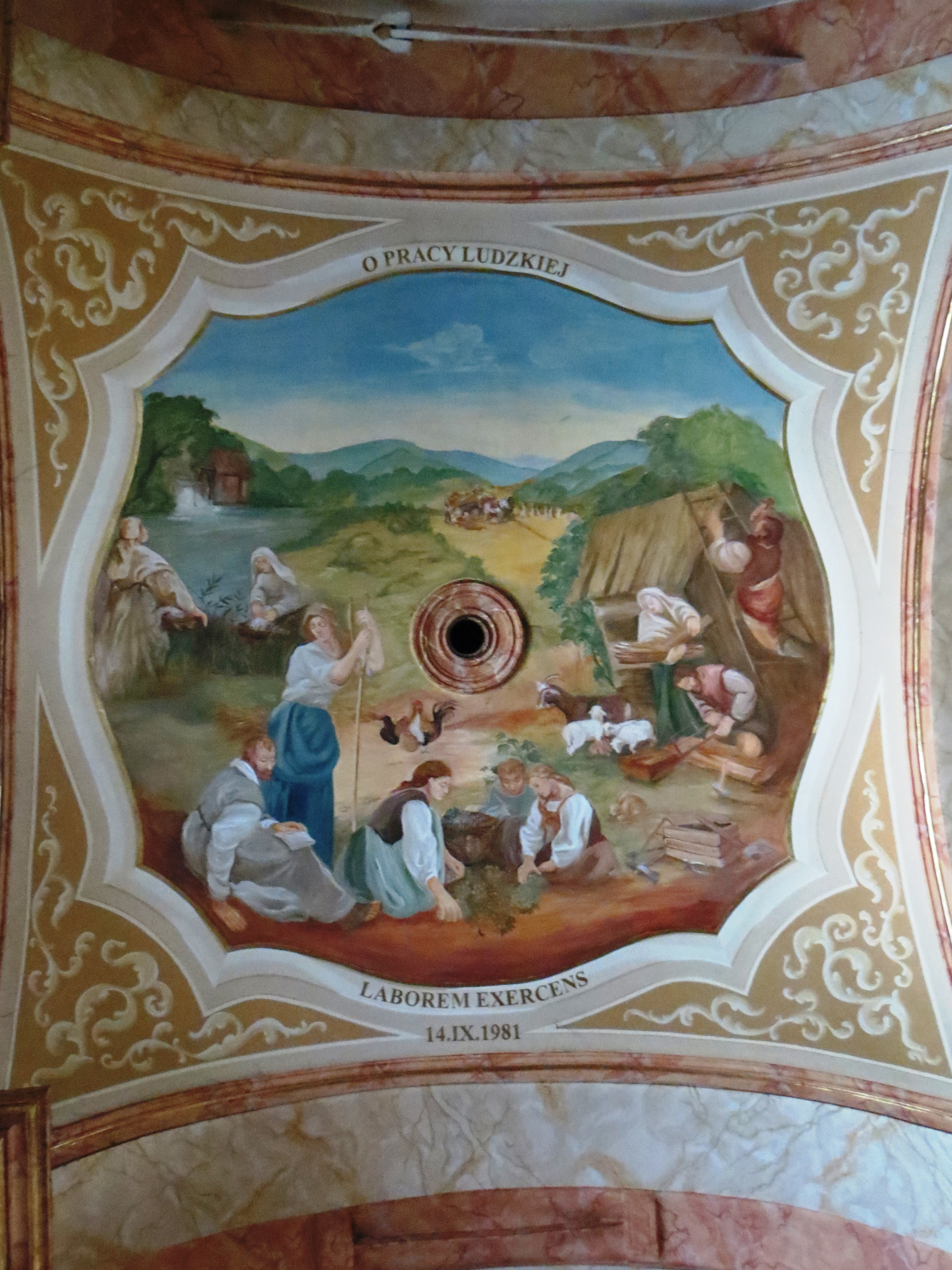
Художнє бачення енцикліки "Laborem exercens" на стелі базиліки Пресвятої Богородиці у Вадовицях

Laborem Exercens (укр. Здійснюючи працю) — енцикліка Папи Римського Івана Павла II, опублікована 14 вересня 1981 року. Енцикліка присвячена соціальному вченню католицької церкви, що стосується найманої праці та капіталу. Приурочена до 90-річчю виходу у світ енцикліки «Rerum Novarum», чим покладено основу осучасненого соціального вчення католицької церкви, і багато в чому перегукується із подальшими папськими соціальними енцикліками.

## Структура
Енцикліка складається з 27 глав, розділених на 5 частин.
- Вступ
- Праця і людина
- Конфлікт між працею і капіталом на сучасному етапі історії
- Права трудівників
- Духовні основи праці
- Висновок

## Зміст
Хоча енцикліка з багатьох аспектів сильно перегукується з попередніми соціальними енцикліками Пап Римських, для «Laborem Exercens» характерна спроба посилити гуманістичний аспект соціального питання й сфокусувати увагу на соціальну природу праці та гідність робітника.
Іван Павло II підкреслює, що праця — це покликання людини «з самого початку». Незважаючи на негативні наслідки тяжкої праці робота облагороджує людину.
|  | Людина створена у Всесвіті на образ і подобу Самого Бога, і вселенське призначення людини — панувати над Землею. Отже, від початку людина покликана до праці. Здатність до праці — одна з властивостей, що відрізняє людину від інших створених істот, чия діяльність пов'язана з необхідністю виживання і тому не може бути названа працею. Лише людина здатна працювати, лише людина виконує роботу, і саме тому її земне існування пов'язане з невпинною працею. Таким чином, на праці лежить особлива печатка людини й людства, відбиток особистості, що діє в громаді, яка складається з особистостей. Це визначає внутрішню якість праці, становить, в деякому сенсі, саму його природу |

Одна з центральних ідей енцикліки — пріоритет людини, «суб'єкта праці», над капіталом, під яким розуміється «сума речей» (грошей, знарядь виробництва та інших цінностей). Енцикліка відкидає розгляд людської праці виключно з точки зору його економічних цілей.
Іван Павло II підтверджує право на приватну власність, але в той же час підкреслює важливість соціальних гарантій для найманих працівників.
В енцикліці часто використовується вираз «Євангеліє праці», для підкреслення духовного виміру праці, що сягає своїм корінням у створення світу Творцем. Підкреслюється приклад самого Христа, Котрий працював теслею, і Апостол Павло також заробляв на хліб працею рук своїх.
Папа Іван Павло II захищає право на працю, право на справедливу винагороду та відповідні цьому пільги, а також право на організацію вільних професійних спілок. Примітно, що енцикліка вийшла у світ в період граничного загострення конфлікту між профспілкою «Солідарність» і комуністичною владою Польщі, тому більшість коментаторів сприйняло енергійно захист вільних профспілок в енцикліці, як підтримку руху «Солідарність».

## Історія
Соціальна доктрина католицької церкви, що відповідає реаліям нового часу, почала формуватися в середині XIX століття, однак остаточне її формування пов'язане з енциклікою Папи Лева XIII «Rerum Novarum», в якій вперше чітко формулювалося ставлення Католицької Церкви до таких проблем, як конфлікт найманої праці й капіталу, відношення до приватної власності, створення профспілок і соціалістичної ідеології. Енцикліка «Rerum Novarum» стала важливою віхою не тільки в соціальному вченні Католицької церкви, але і в історії руху, відомого як Християнська демократія.
Ювілеї цієї важливої енцикліки неодноразово відзначалися Папами, що випускали до ювілеїв відповідні документи. Так Папа Пій XI в 1931 році відзначив сорокову річницю цієї енцикліки документом «Quadragesimo Anno» ('у рік сороковий'). Папа Іван XXIII на 70-річний ювілей видав у 1961 році енцикліку «Mater et Magistra» ('Мати і наставниця').
Іван Павло II спочатку планував випустити енцикліку на честь 90-річного ювілею «Rerum Novarum» в травні 1981 року, проте ці плани зірвав замах на його життя 13 травня 1981 року вчинений Мехметом Алі Агджою. Під час лікування тато продовжував роботу над своєю соціальною енциклікою, і 14 вересня 1981 року його нарешті була опублікована під назвою «Laborem Exercens» (Здійснюючи працю, інший варіант перекладу Працею своїм).
|  | Я хотів, щоби цей документ був оприлюднений 15 травня 1981 року на день дев'яностоліття з дня опублікування енцикліки „Рерум новарум“. Але я зміг закінчити свою роботу лише після виходу з лікарні |